# Coelichneumon septenus
Coelichneumon septenus är en stekelart som först beskrevs av Townes, Momoi och Henry Keith Townes, Jr. 1965.  Coelichneumon septenus ingår i släktet Coelichneumon och familjen brokparasitsteklar. Inga underarter finns listade i Catalogue of Life.